# 中江藤樹
中江 藤樹（なかえ とうじゅ、1608年4月21日（慶長13年3月7日） - 1648年10月11日（慶安元年8月25日））は、近江国（滋賀県）出身の江戸時代初期の陽明学者。近江聖人と称えられた。諱は原（はじめ）、字は惟命（これなが）、通称は与右衛門、藤樹と号した。

## 経歴
高島郡小川村で農業を営む中江吉次の長男として誕生。9歳の時に伯耆米子藩主・加藤氏の150石取りの武士である祖父・徳左衛門吉長の養子となり米子に赴く。1617年（元和2年）米子藩主・加藤貞泰が伊予大洲藩（愛媛県）に国替えとなり祖父母とともに移住する。1622年（元和8年）祖父が死去し、家督100石を相続する。
1634年（寛永11年）27歳で母への孝行と健康上の理由により藩に対し辞職願いを提出するが拒絶される。脱藩し京に潜伏の後、近江に戻った。郷里である小川村（現在の滋賀県高島市）で私塾を開く。これが藤樹書院である。1637年（寛永14年）伊勢亀山藩士・高橋小平太の娘・久と結婚する。藤樹の屋敷に藤の巨木があったことから、門下生から「藤樹先生」と呼ばれるようになる。
やがて朱子学に傾倒するが、次第に陽明学の影響を受け、格物致知論を究明するようになる。その説く所は身分の上下をこえた平等思想に特徴があり、武士だけでなく農民、商人、職人にまで広く浸透し江戸の中期頃から、自然発生的に「近江聖人」と称えられた。
1646年（正保3年）妻・久が死去。翌、1647年（正保4年）近江大溝藩士・別所友武の娘・布里と再婚する。1648年（慶安元年）41歳で死去。墓所は滋賀県高島市玉林寺。
代表的な門人として熊沢蕃山、淵岡山、中川謙叔、石川茂次などがいる。

## ギャラリー

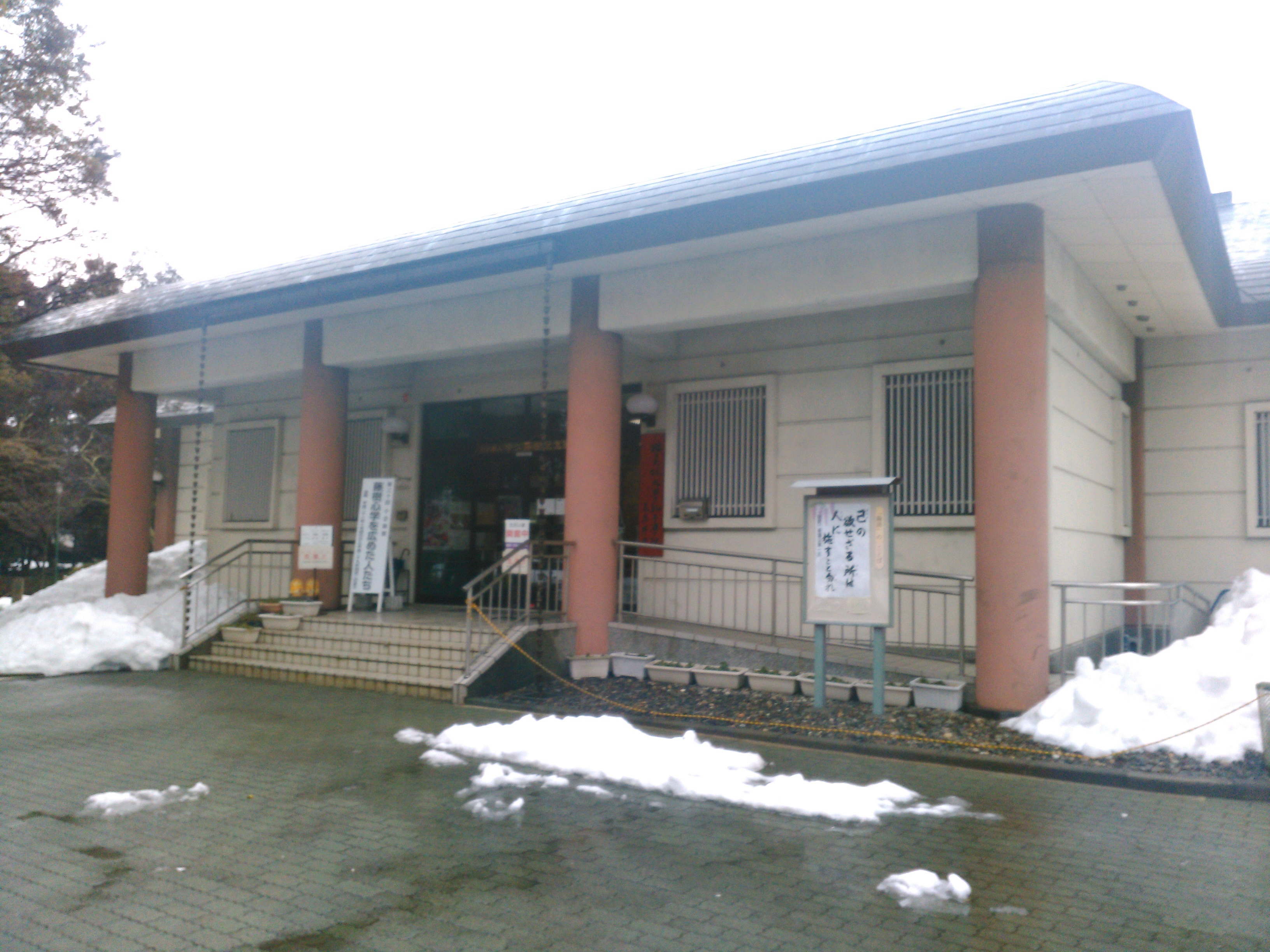
近江聖人中江藤樹記念館（高島市）
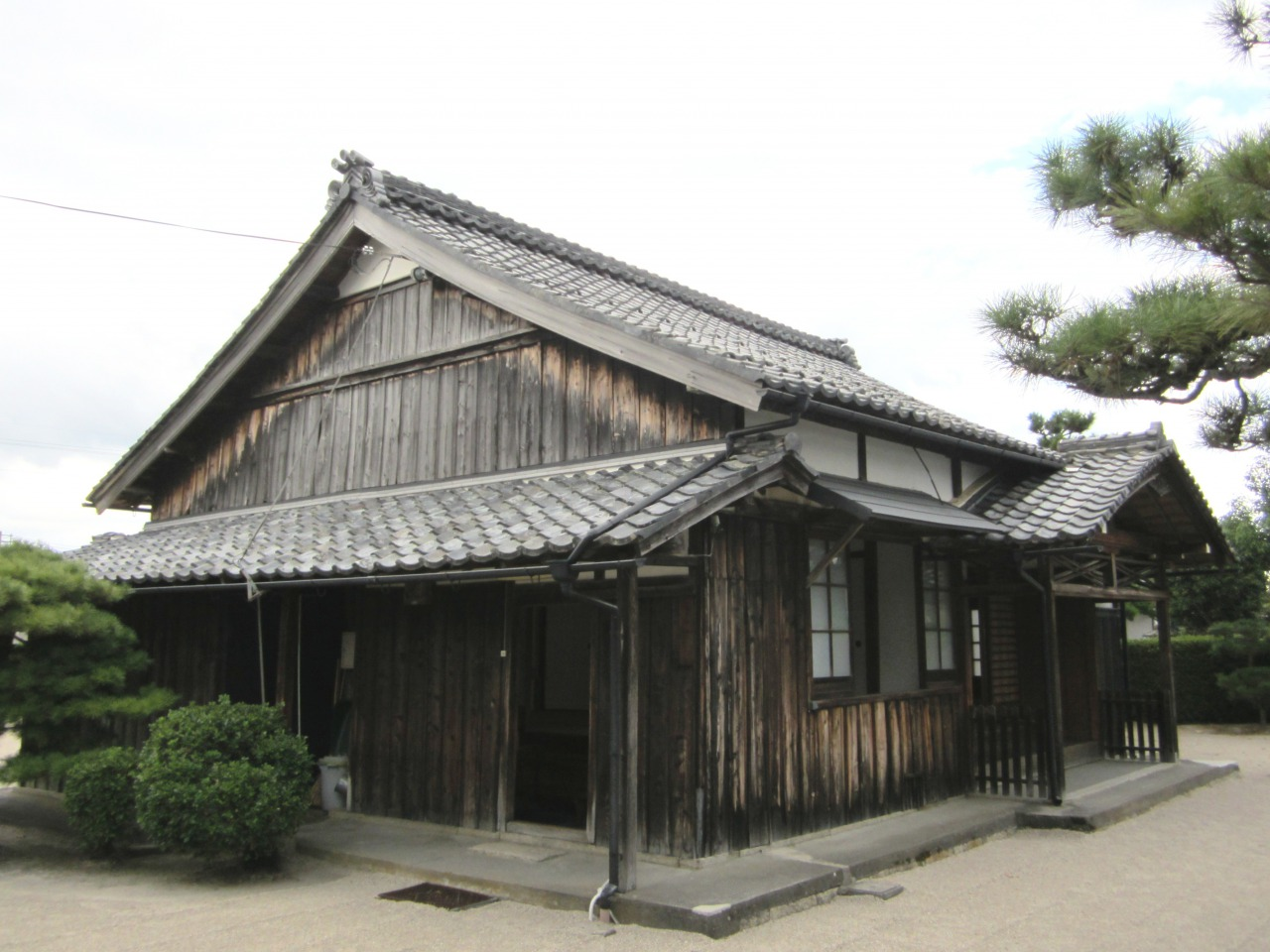
藤樹書院
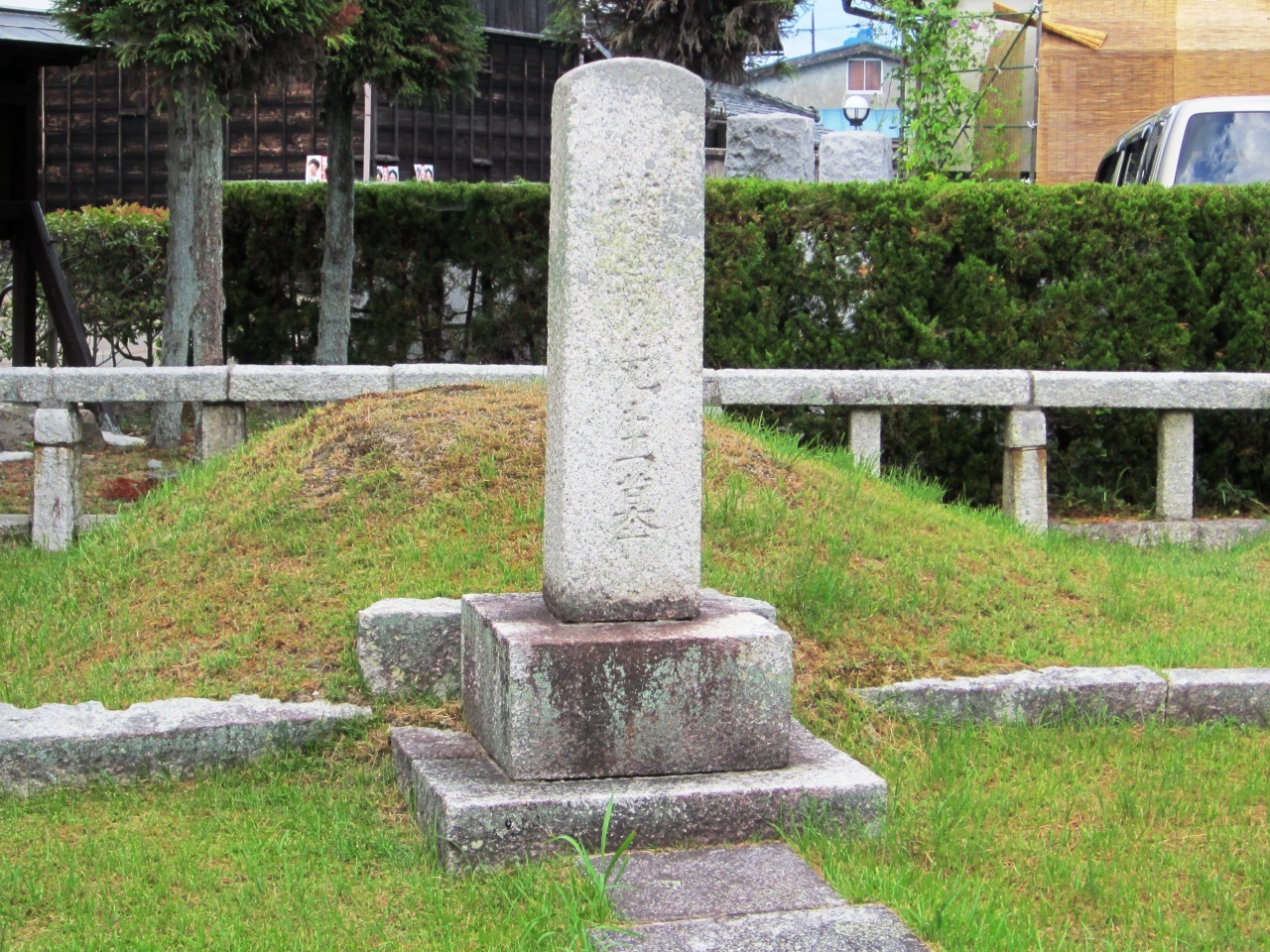
玉林寺の墓所

## 逸話
ある武士が近江国を旅していたときの話。大切な金を馬の鞍につけたまま馬を返してしまった武士は金が戻らずがっかりしていたが、そのときの馬子が金をそっくり渡すため武士のもとに戻ってきた。感謝した武士はせめて礼金を渡そうとするが馬子は受け取らない。仔細をきくと、馬子の村に住む中江藤樹の教えに導かれてのことという。そこで武士は迷わず、藤樹の弟子となった。この武士こそのちに岡山藩の家老となった熊沢蕃山であるという。

## 著書
- 大学啓蒙（1628年）
- 持敬図説（1638年）
- 原人（1638年）
- 論語郷党啓蒙翼伝（1639年）
- 翁問答（1640年）
- 孝経啓蒙（1642年）
- 小医南針（1643年）
- 神方奇術（1644年）
- 鑑草（1647年）
- 大学考（1647年）
- 大学解（1647年）
- 中庸解（1647年）
- 中庸続解（1647年）

## 刊本
- 『鑑草 附春風・陰隲』加藤盛一校註 岩波文庫 1939
- 『日本哲学思想全書 第7巻 (科学 学問篇)』「大学解」 三枝博音・清水幾太郎編 平凡社 1956
- 『日本哲学思想全書 第14巻 (道徳 儒教篇・道徳論一般篇)』「中庸解」平凡社 1957
- 『日本の思想 17』「翁問答(抄)」 西田太一郎編　筑摩書房 1970
- 『日本思想大系 29　中江藤樹』岩波書店 1974
文集(二編) 安昌弑玄同論(尾藤正英校注)、林氏剃髪受位弁(山井湧校注) 翁問答(山下龍二校注) 孝経啓蒙(加地伸行校注)
- 『藤樹先生全集』弘文堂書店 1976
- 『日本の名著 11　中江藤樹・熊沢蕃山』伊東多三郎責任編集「翁問答」中央公論社 1976
- 『日本教育思想大系　中江藤樹』日本図書センター 1979
- 『鑑草 現代語新訳』日本総合教育研究会 編訳 行路社 1990
- 『中江藤樹人生百訓』中江彰著 致知出版社 2007
- 『中江藤樹一日一言 孝を尽くし徳を養う』中江彰編 致知出版社 2008

### 伝記・研究・小説
- 内村鑑三『Representative Men of Japan』1894、改訂1908（新訳『代表的日本人』岩波文庫 1995）
- 峡北隠士 著『近江聖人』,魚住書店,明33.11, 国立国会図書館デジタルコレクション
- 足立栗園 著『近世立志伝』第６　中江藤樹,積善館,明35-36,国立国会図書館デジタルコレクション
- 中里介山 著『中江藤樹言行録』,内外出版協会,明40.12, 国立国会図書館デジタルコレクション
- 河村北溟 著『中江藤樹百話』,求光閣,明44.3, 国立国会図書館デジタルコレクション
- 曽田文甫 編『孝経集義 : 中江藤樹先生定本』,静観書院,明42.5, 国立国会図書館デジタルコレクション
- 帝国教育会 編『六大先哲』,弘道館,明42.9. 国立国会図書館デジタルコレクション
- 佐藤緑葉 著『中江藤樹 : 家庭訓話』,岡村書店,明42.9, 国立国会図書館デジタルコレクション
- 上原七右衛門 著『中江藤樹先生略伝』,上原斯文堂,明44.9,国立国会図書館デジタルコレクション
- 童話研究会 編『偉人と英雄 : 教訓童話』4 (中江藤樹),積文館書店,大正14. 国立国会図書館デジタルコレクション
- 神戸酒商青年会 編『中江藤樹先生』,神戸酒商青年会,昭和2, 国立国会図書館デジタルコレクション
- 富士川遊 著 『新撰妙好人伝』第4編 (中江藤樹),厚徳書院,昭和12. 国立国会図書館デジタルコレクション
- 加藤盛一 著『中江藤樹』,啓文社,昭14,国立国会図書館デジタルコレクション
- 高橋俊乗 著『中江藤樹』,弘文堂,昭和17, 国立国会図書館デジタルコレクション
- 和田政雄 著 ほか『中江藤樹』,鶴書房,昭和18,国立国会図書館デジタルコレクション
- 渡部武『中江藤樹』清水書院 Century books 人と思想 1974
- 山住正己『中江藤樹』朝日新聞社 朝日評伝選 1977
- 山本命『中江藤樹の儒学 その形成史的研究』風間書房 1977
- 木村光徳『叢書・日本の思想家 4 中江藤樹・熊沢蕃山』明徳出版社 1978
- 古川治『中江藤樹』明徳出版社 シリーズ陽明学 1990
- 栢木寛照『時代のこころ人のこころ 中江藤樹に学ぶ 熱血和尚のにんげん説法3』二期出版 1994
- 下程勇吉『中江藤樹の人間学的研究』広池学園出版部 1994
- 古川治『中江藤樹の総合的研究』ぺりかん社 1996
- 童門冬二『小説中江藤樹』学陽書房 1999 のち人物文庫
- 大橋健二『中江藤樹・異形の聖人 ある陽明学者の苦悩と回生』現代書館 2000
- 高柳俊哉『中江藤樹の生涯と思想 藤樹学の現代的意義』行人社 2004
- 千葉ひろ子文 遠藤恵美子絵『中江藤樹 近江聖人と慕われたまごころの教育者』新教育者連盟 子供のための伝記シリーズ 2005
- 久保田暁一『中江藤樹 道に志し孝を尽くし徳を養う生き方』致知出版社 2006
- 木南卓一『中江藤樹私新抄』明徳出版社 2008
- 中江彰『中江藤樹の生き方』明徳出版社 2009
- 林田明大『評伝・中江藤樹　日本精神の源流・日本陽明学の祖』三五館　2017

## 顕彰施設

### 高島市内の施設
- 近江聖人中江藤樹記念館（高島市安曇川町上小川）
- 藤樹神社（高島市安曇川町上小川） - 藤樹神社創立協賛会により創建された[4]。協賛会の名誉会員には杉浦重剛、東郷平八郎、大隈重信らがおり、顧問には渋沢栄一が就いた[5]。

### 高島市の説明板
JR安曇川駅から藤樹書院までの通り「よえもんさん通り（通称）」には2種類の説明板がある。
- 中江藤樹のことば
  - 遺言の現代語訳
- 藤かげの道
  - 幼少期からの逸話